# Andrzej Oporowski (zm. 1540)
Andrzej Oporowski herbu Sulima (zm. 1540) – wojewoda łęczycki, wojewoda brzeski kujawski, wojewoda inowrocławski, kasztelan łęczycki, kasztelan brzeski kujawski, kasztelan kruszwicki
Syn kasztelana brzeskiego kujawskiego Mikołaja. Wnuk wojewody łęczyckiego Piotra Oporowskiego. Bratanek wojewody brzeskiego kujawskiego Jana i biskupa Andrzeja Oporowskiego.
Brat Beaty za wojewodą podolskim Dawidem Mużyło-Buczackim.
Posłował na sejm radomski w 1505 roku z województwa sieradzkiego, na sejmie tym otrzymał kasztelanię kruszwicką z cesji Stanisława Kościeleckiego. Podpisał konstytucję Nihil novi na sejmie w Radomiu w 1505 roku. Podpisał dyplom elekcji Zygmunta I Starego na króla Polski i wielkiego księcia litewskiego na sejmie w Piotrkowie 8 grudnia 1506 roku. W czasie sejmu koronacyjnego otrzymał urząd kasztelana brzeskiego kujawskiego (1507). W 1517 został kasztelanem łęczyckim. Podczas sejmu piotrkowskiego mianowano go wojewodą inowrocławskim (1523), a następnie wojewodą brzeskim kujawskim (1528). W 1530 został starostą grabowskim. W 1532 mianowany wojewodą łęczyckim.
Pozostawał w bliskiej przyjaźni z Łaskimi i Kościeleckimi. Interweniował przez swojego posła u Jana Zapolyi w sprawie uwięzienia Hieronima Łaskiego na Węgrzech w 1534.
Był trzykrotnie żonaty. Pierwszą żoną była Anna Kościelecka, córka starosty dobrzyńskiego Wincentego i Barbary z Golanic. Miał z nią syna Mikołaja, kasztelana wieluńskiego.
Drugi raz ożenił się z Katarzyną Górską, córką kasztelana lędzkiego Wojciecha i wdową po Mikołaju Nakonowskim.
Trzecią żoną została Dobrochna (Małgorzata), wdowa po Andrzeju Wierzbięcie Wieruszowskim, z którą miał troje dzieci:
- Anną, żonę Jana Bratoszewskiego

- Erazma, starostę kruszwickiego, żonatego z Anną Bardzką, a następnie z Zofią z Narbuttów, wdową po Mikołaju Niemirowiczu-Szczytcie[5]

- Ambrożego, ożenionego z Elżbietą Jemielską.